# Jaume Agustí i Milà
Jaume Agustí i Milà (San Andrés de Palomar, 1817-Barcelona, 1905) fue un presbítero y jurista español.

## Biografía
Natural de San Andrés del Palomar, estudió en el seminario conciliar de Barcelona y en las universidades de dicha ciudad y de Madrid. Fue doctor en Derecho civil y canónico, bachiller en Filosofía y Letras y doctor en Teología, así como capellán.
En Puerto Rico fue provisor y vicario general, gobernador eclesiástico y subdelegado castrense. Logró el cargo de decano de la catedral de San Juan de Puerto Rico, de donde fue desterrado acusado de carlista. En 1876 le fue levantado el destierro. Se jubiló en 1886.
Contribuyó a la restauración de la iglesia de San Andrés de Palomar, su villa natal, que se había derrumbado debido a unos defectos en su construcción.
Tiene dedicada una calle en Barcelona.

## Obras
Sus obras más destacadas fueron:
- El áncora del coadjutor (1862)
- El masonismo condenado por la doctrina católica (1878)
- Una escaramuza con la masonería (1883)
- Colección de sermones ()
- Oración fúnebre del Excmo. Sr. Obispo de Puerto Rico, D. Fray Pablo Benigno Carrión de Málaga ()
- El poder de la oración